# 玉井豪
玉井☆豪（たまい つよし）は、日本の男性脚本家。

## 来歴・人物
1997年、『MAZE☆爆熱時空』第11話「軽薄豪華な遊び人ですぅ!」でデビュー。シリーズ構成も手掛けることもある。
2000年までは、玉井豪で活動していたが、同年から現在の名称に変更した。

## 参加作品

### テレビアニメ
1996年
- こちら葛飾区亀有公園前派出所（1996年 - 2004年、脚本）

1997年
- MAZE☆爆熱時空（脚本）
- ドクタースランプ（1997年 - 1999年、脚本）

1998年
- ロスト・ユニバース（脚本）

2000年
- 六門天外モンコレナイト（脚本）
- サクラ大戦（脚本）
- 無敵王トライゼノン（脚本）

2001年
- ドッとKONIちゃん（脚本）
- Dr.リンにきいてみて!（脚本）
- 逮捕しちゃうぞ SECOND SEASON（脚本）

2002年
- 藍より青し（脚本）
- ちょびっツ（脚本）
- わがまま☆フェアリー ミルモでポン!（脚本）
- 真・女神転生デビルチルドレン ライト&ダーク（脚本）

2003年
- 高橋留美子劇場 人魚の森（脚本）
- ぽぽたん（脚本）

2004年
- ローゼンメイデン（脚本）
- KURAU Phantom Memory（脚本）

2005年
- B-伝説! バトルビーダマン 炎魂（脚本）
- ローゼンメイデン トロイメント（脚本）

2006年
- いぬかみっ!（シリーズ構成・脚本）

2007年
- スカイガールズ（脚本）

2008年
- ストライクウィッチーズ（脚本）
- 乃木坂春香の秘密（シリーズ構成・脚本）

2010年
- れでぃ×ばと!（シリーズ構成・脚本）
- もっとTo LOVEる -とらぶる-（脚本）

2012年
- キングダム（脚本）

2013年
- ロウきゅーぶ!SS（脚本）

2014年
- 人生相談テレビアニメーション 「人生」（脚本）
- モモキュンソード（シリーズ構成・脚本）

2015年
- バトルスピリッツ 烈火魂（脚本）
- ビキニ・ウォリアーズ（シリーズ構成・脚本）
- 洲崎西 THE ANIMATION（脚本）

2016年
- テラフォーマーズ リベンジ（脚本）
- バトルスピリッツ ダブルドライブ（脚本）
- アクティヴレイド -機動強襲室第八係- 2nd（脚本）
- タイガーマスクW（脚本）

2017年
- アクションヒロイン チアフルーツ（脚本）

2018年
- Lostorage conflated WIXOSS（脚本）
- 叛逆性ミリオンアーサー（シリーズ構成・脚本）

2019年
- ぱすてるメモリーズ（シリーズ構成・脚本）
- とある魔術の禁書目録III（脚本）
- とある科学の一方通行（脚本）

2020年
- シャドウバース（脚本）

2021年
- WIXOSS DIVA(A)LIVE（シリーズ構成・脚本）
- 魔法科高校の優等生（シリーズ構成・脚本）

### 劇場アニメ
2007年
- いぬかみっ！ THE MOVIE 特命霊的捜査官・仮名史郎っ！（脚本）

### OVA
2002年
- ナースウィッチ小麦ちゃんマジカルて（脚本）
- YOU'RE UNDER ARREST ～逮捕しちゃうぞ～（脚本）

2004年
- ねとらん者 THE MOVIE（プロット原案）

2012年
- 乃木坂春香の秘密 ぴゅあれっつぁ♪（シリーズ構成・脚本）